# 무상정
무상정(無想定, 산스크리트어: asaṃjñi-samāpatti)은 다음의 분류, 그룹 또는 체계의 한 요소이다.
- 무상정(無想定)과 멸진정(滅盡定)의 2무심정(二無心定) 가운데 하나이다.
- 부파불교의 설일체유부의 5위 75법에서 불상응행법(不相應行法: 14가지) 가운데 하나이다.[2][3][4][5]
- 대승불교의 유식유가행파와 법상종의 5위 100법에서 심불상응행법(心不相應行法: 24가지) 가운데 하나이다.[6][7][8][9]

무상정은 무상멸정(無想滅定) 또는 무상등지(無想等至)라고도 한다.
무상정은 색계의 4선천 중 제4선천에 속한 무상천(無想天)에 태어날 인(因)이 되는 선정으로, 6식(六識)의 심(心) · 심소(心所)가 모두 없어져 6식(六識)의 활동, 즉 심상(心想)이 완전히 정지되게 하는 선정이다. 상(想)의 심소를 위주로 하여 멸하기 때문에 '상(想)이 없는 선정'이라는 뜻의 무상정(無想定)이라고 이름한다.

## 번뇌와 무상정
비유하자면, 무상정에서 심상(心想)이 완전히 정지된 상태는 마치 물고기가 얼음 밑에서 가만히 있는 것이나 혹은 벌레가 땅속에서 겨울을 나면서 정지 상태로 있는 것과 같다. 하지만, 무상정은 번뇌를 억제하거나 약화시키기는 하나 단멸하지는 못하기 때문에 성자의 지위[聖果]에 들게 하지는 못한다. 즉 무상정을 닦아 6식의 심상(心想)이 완전히 정지된 상태에 도달하더라도, 무상정은 번뇌를 단멸하는 무루혜(無漏慧)를 증득하게 하는 것은 아니기 때문에 성자의 지위가 시작되는 견도위(見道位)에 들지는 못한다.
이에 비해 2무색정 가운데 멸진정은 번뇌를 단멸하는 무루혜가 증득되게 하고 발현되게 하는 선정이다. 이러한 이유로, 불교에서는 전통적으로, 2무색정 가운데 멸진정은 성자가 닦는 선정이며 무상정은 범부(凡夫)나 외도(外道)가 닦는 선정이라고 말한다.

## 외도와 무상정
불교의 전통적인 주장에 따르면, 외도(外道: 특히, 힌두교)는 무상정을 닦아 무상과(無想果)를 얻으면, 즉 무상천(無想天)에 도달하면 그것이 참된 열반을 얻은 것이라고 생각한다.
예를 들어, 전통적으로 불교에서는 요가학파의 경전인 《요가 수트라》의 첫머리에 나오는 '요가는 마음작용의 지멸'이라는 명제가 멸진정이 아닌 무상정을 닦는 것을 나타내며 따라서 그 과보는, 불과(佛果)에 근접한 과보인, 무색계의 4천 중 제4천인 유정천(有頂天, 즉 非想非非想天)에 도달하는 것이 아니라  색계의 4선천 중 제4선천에 속한 무상천(無想天)에 도달하는 것이라고 해석한다.

## 참고 문헌
- 곽철환 (2003). 《시공 불교사전》. 시공사 / 네이버 지식백과. |title=에 외부 링크가 있음 (도움말)
- 권오민 (1991). 《경량부철학의 비판적 체계 연구》. 동국대학원 철학박사 학위논문.
- 미륵 지음, 현장 한역, 강명희 번역 (K.614, T.1579). 《유가사지론》. 한글대장경 검색시스템 - 전자불전연구소 / 동국역경원. K.570(15-465), T.1579(30-279). |title=에 외부 링크가 있음 (도움말)
- 세우 지음, 현장 한역, 송성수 번역 (K.949, T.1542). 《아비달마품류족론》. 한글대장경 검색시스템 - 전자불전연구소 / 동국역경원. K.949(25-149), T.1542(26-692). |title=에 외부 링크가 있음 (도움말)
- 세친 지음, 현장 한역, 권오민 번역 (K.955, T.1558). 《아비달마구사론》. 한글대장경 검색시스템 - 전자불전연구소 / 동국역경원. K.955(27-453), T.1558(29-1). |title=에 외부 링크가 있음 (도움말)
- 세친 지음, 현장 한역, 송성수 번역 (K.618, T.1612). 《대승오온론》. 한글대장경 검색시스템 - 전자불전연구소 / 동국역경원. K.618(17-637), T.1612(31-848). |title=에 외부 링크가 있음 (도움말)
- 세친 지음, 현장 한역, 송성수 번역 (K.644, T.1614). 《대승백법명문론》. 한글대장경 검색시스템 - 전자불전연구소 / 동국역경원. K.644(17-808), T.1614(31-855). |title=에 외부 링크가 있음 (도움말)
- 운허.  동국역경원 편집, 편집. 《불교 사전》. |title=에 외부 링크가 있음 (도움말)
- (중국어) 미륵 조, 현장 한역 (T.1579). 《유가사지론(瑜伽師地論)》. 대정신수대장경. T30, No. 1579. CBETA. |title=에 외부 링크가 있음 (도움말)
- (중국어) 星雲. 《佛光大辭典(불광대사전)》 3판. |title=에 외부 링크가 있음 (도움말)
- (중국어) 세우 조, 현장 한역 (T.1542). 《아비달마품류족론(阿毘達磨品類足論)》. 대정신수대장경. T26, No. 1542, CBETA. |title=에 외부 링크가 있음 (도움말)
- (중국어) 세친 조, 현장 한역 (T.1558). 《아비달마구사론(阿毘達磨俱舍論)》. 대정신수대장경. T29, No. 1558, CBETA. |title=에 외부 링크가 있음 (도움말)
- (중국어) 세친 조, 현장 한역 (T.1612). 《대승오온론(大乘五蘊論)》. 대정신수대장경. T31, No. 1612, CBETA. |title=에 외부 링크가 있음 (도움말)
- (중국어) 세친 조, 현장 한역 (T.1614). 《대승백법명문론(大乘百法明門論)》. 대정신수대장경. T31, No. 1614, CBETA. |title=에 외부 링크가 있음 (도움말)